# Harukana Receive
Harukana Receive (яп. はるかなレシーブ Харукана Рэси:бу, «Харука и Каната принимают подачу») — манга Нёидзидзаи, публикующаяся в журнале Manga Time Kirara Forward издательства Houbunsha с октября 2015 года. Премьера аниме-адаптации студии C2C состоялась в июле 2018 года. Аналогично Ballroom e Youkoso, эта работа также уделяет большое внимание психологической подоплёке своего вида спорта, используя семейные или даже романтические метафоры для изучения и подчёркивания взаимовыгодного товарищества между партнёрами по команде. В свою очередь, эта серия получила определённую похвалу от рецензентов, которые отмечали её удачное сочетание раскрытия персонажей и игривого фансервиса.

## Сюжет
История посвящена волейбольной паре «ХаруКана», формирующейся, когда легкомысленная и энергичная девушка Харука переезжает на Окинаву к своей двоюродной сестре, нежной и тихой девочке Канате, вместе с которой они быстро становятся лучшими подругами. Вместе им суждено стать взаимодополняющими партнёрами по команде и попытать счастья на местном школьном чемпионате по этому виду спорта, по пути постигая азы пляжного волейбола, исправляя проблемы прошлого и просто становясь ближе как родственные души.

## Персонажи
Харука Одзора (яп. 大空 遥 О:дзора Харука)
Сэйю: Кана Юки
Главная героиня манги и двоюродная сестра Канаты, которая вынуждена временно переехать на Окинаву из-за занятости её родителей, и хотя первоначально девушки стесняются друг друга, она и Каната быстро становятся лучшими подругами. Харука довольно легкомысленная и простодушная, из-за чего довольно часто эмоционально реагирует на людей и события вокруг неё. Она также склонна восхищаться Канатой и даже время от времени давая ей довольно двусмысленные комплименты, называя её «моей идеальной девушкой» и отмечая, что возможность быть близкой с ней является для неё одной из главных плюсов игры в волейбол, однако эта черта была убрана в аниме.
Каната Хига (яп. 比嘉 かなた Хига Каната)
Сэйю: Саки Миясита
Вторая главгая героиня и двоюродная сестра Харуки, к которой та приезжает на Окинаву. Каната уже является довольно опытным игроком в волейбол, однако она была вынуждена бросить этот спорт после смерти своих родителей и психологической травмы за несколько лет до начала событий манги. Несмотря на то, что обычно она стеснительная и тихая девочка, Каната может терять спокойствие духа в непривычных ситуациях и совершать из-за этого странные поступки.
Курэа «Клэр» Томас (яп. トーマス 紅愛 Томасу Курэа)
Сэйю: Ацуми Танэдзаки
Старшая сестра-близнец Эмили и её партнёр по игре в волейбол. Клэр представляет собой полною противоположность своей сестры и больше похожа на Аясэ, и особенно Харуку, любя игривые выходки первой и имея схожую простодушную натуру последней. Их мать является опытным игроком в волейбол и профессиональным тренером этого вида спорта, поэтому сёстры занимаются им с самого раннего детства и обладают высокими навыками игры.
Эмири «Эмили» Томас (яп. トーマス 恵美理 Томасу Эмири)
Сэйю: Риэ Суэгара
Младшая сестра-близнец Клэр и её партнёр по игре. В отличие от своей сестры, Эмили обладает более сдержанным темпераментом и заботливой, нежной личностью, из-за чего она часто становится объектом дружелюбных подшучиваний со стороны своей сестры.
Наруми Тои (яп. 遠井 成美 То:и Наруми)
Сэйю: Миюри Симабукуро
Холодный опытный игрок и партнёр Аясы по команде, с которой они являются нынешними чемпионами. Когда-то они играли с Канатой в одной паре и были лучшими друзьями, так как именно Каната привела её в волейбол, чтобы подружиться с ней, однако сейчас бывшие партнёры находятся в довольно натянутых отношениях из-за того, что Каната психологически сломалась и решила уйти из спорта. Наруми очень флегматичный и сдержанный человек, однако время от времени она способна проявлять нежные и уязвимые черты своей личности.
Аяса Татибана (яп. 立花 彩紗 Татибана Аяса)
Сэйю: Канаэ Ито
Весёлая девушка и партнёр Наруми по команде, первый человек, с которым Харука подружилась на острове, помимо своей двоюродной сестры. Хотя Аяса довольно легкомысленный и дружелюбный человек, который любит шуточно флиртовать с окружающими, подобно Наруми она также имеет скрытую нежную черту своей личности, которая проявляется в её отношениях с Наруми и желании позаботиться о ней, из-за чего Харука даже сравнивает её с «ревнивой подружкой» Наруми после обсуждения отношений той с Канатой.
Акари Осиро (яп. 大城 あかり О:сиро Акари)
Сэйю: Тиса Кимура
Май Сунагава (яп. 砂川 舞 Сунагава Май)
Сэйю: Рико Коикэ
Аи Танахара (яп. 棚原 愛衣 Танахара Аи)
Сэйю: Акари Кито

## Медиа-издания

### Манга
Манга, написанная и иллюстрированная Нёидзидзаи, публикуется в журнале Manga Time Kirara Forward издательством Houbunsha с октября 2015 года. Первый том в формате танкобона вышел 12 марта 2016 года. По состоянию на 12 апреля 2018 года было выпущено пять томов. На территории Северной Америки манга издаётся компанией Seven Seas Entertainment.
Список томов
| № | Дата публикации       | ISBN                   |
| - | --------------------- | ---------------------- |
| 1 | 12 марта 2016 года    | ISBN 978-4-8322-4675-1 |
| 2 | 12 октября 2016 года  | ISBN 978-4-7580-0899-0 |
| 3 | 11 марта 2017 года    | ISBN 978-4-8322-4814-4 |
| 4 | 12 сентября 2017 года | ISBN 978-4-8322-4870-0 |
| 5 | 12 апреля 2018 года   | ISBN 978-4-8322-4938-7 |
| 6 | 9 августа 2018 года   | ISBN 978-4-8322-4970-7 |
| 7 | 11 апреля 2019 года   | ISBN 978-4-8322-7082-4 |
| 8 | 9 августа 2019 года   | ISBN 978-4-8322-7113-5 |

### Аниме
Аниме-сериал по мотивам манги был анонсирован в июле 2017 года. Производством занимается студия C2C под руководством режиссёра Тосиюки Кубооки. Сценарий написан Токой Матидой. Дизайн персонажей разработан Такэси Одой. Композитор — Расмус Фабер. Трансляция 12-серийного аниме началась 6 июля 2018 года.
Открывающую композицию под названием «FLY two BLUE» исполняют Кана Юки и Саки Миясита; закрывающей композицией является «Wish me luck!!!» в исполнении Каны Юки, Саки Мияситы, Ацуми Танэдзаки и Риэ Суэгарой.
Список серий
| № серии | Название                                                             | Дата премьеры    |
| ------- | -------------------------------------------------------------------- | ---------------- |
| 1       | Нам не нужны асы «Э:су Нантэ Хицуё: Наи но» (エースなんて必要ないの) | 6 июля 2018 года |

## Критика
Лорен Орсини с сайта Anime News Network в своём предварительном обзоре коротко охарактеризовала аниме-адаптацию серии как «словно кто-то увидел гомоэротичную сцену игры в пляжный волейбол в фильме „Лучший стрелок” и решил построить на этом всё аниме, поменяв пол персонажам», в то же время отметив, что хотя сюжет и предпосылка шоу довольно легкомысленны, изображение спорта и взаимодействия между персонажами достаточно увлекательны, чтобы привлечь зрителей в летнем сезоне. Ею также был отмечен намеренный гомоэротизм работы, что достигается с помощью определённого подтекста и двусмысленного сравнения спортивного партнёрства с романтическими отношениями в ней.